# Barraca de la zona del Mas de la Fam VIII
La Barraca de la zona del Mas de la Fam VIII és una obra del Pla de Santa Maria (Alt Camp) inclosa a l'Inventari del Patrimoni Arquitectònic de Catalunya.

## Descripció
És una barraca de planta circular, exempta i orientada al SE. La coberta està acabada amb peruscall, i el seu portal capçat amb un arc dovellat pla.
Al seu interior no hi veuremuna falsa cúpula amb una alçada màxima de 3'17m.
En el seu interior no hi veurem cap element funcional, però sí una planta amb un diàmetre de 2'490m.